# クラカケアザラシ
クラカケアザラシ（Histriophoca fasciata）はアザラシ科クラカケアザラシ属に属する海棲ほ乳類。首・腰・脚周りに特徴的な帯状の模様を持つ。

## 分布
オホーツク海とベーリング海を中心に生息する。日本ではオホーツク海沿岸・根室海峡を中心に見られるが北海道や東北の太平洋岸でも稀に保護される。全個体数は24万頭で10万頭がベーリング海に14万頭がオホーツク海に生息する。

## 形態
成獣は170cm・70-130kg。成獣オスには暗褐色から黒色の地に首、前肢、腰を取り巻く白い帯があり、これが馬具の鞍を掛けたように見えるので「クラカケアザラシ（鞍掛海豹）」の名前がついた。なおメスや成熟前のオスではこの帯は不鮮明である。
他のゴマフアザラシ属のアザラシに比べ頭蓋骨の幅が広く吻部が短い。新生児は白色の産毛に包まれて産まれてくる。

## 成熟と繁殖
性成熟年齢はメスで2－4歳、オスで3－5歳。繁殖については不明な点も多いが、一夫多妻型と推定されている。4月上旬に流氷上で純白の産毛を持った一子を産み3－4週間授乳する。寿命は約20年であるが、31歳のメスが双子を妊娠していたケースの報告もある。

## 生態

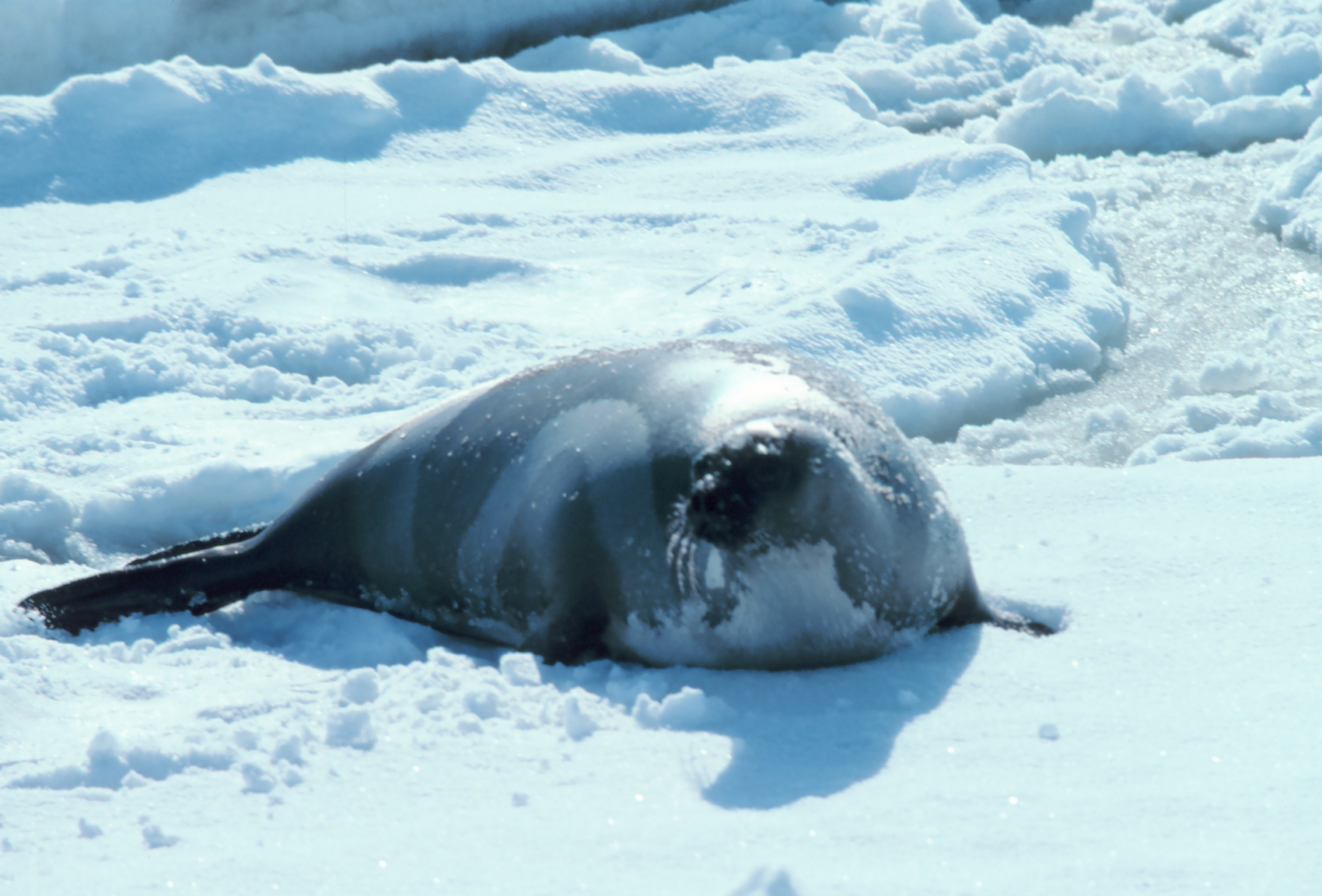
アラスカ・ベーリング海のクラカケアザラシ

流氷期には大陸棚外縁付近の流氷野で過ごし流氷の移動とともに移動する。また単独性が強く、たいてい1-2頭で行動しており、ゴマフアザラシのように同じ氷の上に10-20頭が一緒に乗っているようなことはない。

## 食物
遊泳性魚類、イカ・オキアミなど。

## 人間との関係
ゴマフアザラシと同様、旧ソ連が狩猟をしていたが、後に捕獲を制限した。現在では20世紀初頭の個体数にまで回復したとされている。日本でもかつて年1000頭ほど捕獲していたが毛皮の商品価値が下落し、捕獲は行われていない。
長期飼育が難しく、世界的にもほとんど飼育展示されていない。日本ではアクアマリンふくしまで2015年から2023年にかけて飼育していた他、おたる水族館でも飼育記録がある。